# كليرواتر
كليرواتر هي مدينة تقع في مقاطعة بينيلاس، فلوريدا، الولايات المتحدة وتقع غرب مدينة تامبا وإلى الشمال الغربي من سانت بطرسبرغ. إلى الغرب من كليرووتر يقع خليج المكسيك وإلى الشرق تقع خليج تامبا. وحسب تعداد العام عام 2010، بلغ عدد سكان المدينة 107,685. وهي مقر مقاطعة بينيلاس. كليرووتر هي أصغر المدن الثلاث الرئيسية في منطقة خليج تامبا العمرانية.

## المناخ
يظهر الجدول التالي التغييرات المناخية على مدار السنة لكليرواتر:
| البيانات المناخية لـكليرواتر      | البيانات المناخية لـكليرواتر | البيانات المناخية لـكليرواتر | البيانات المناخية لـكليرواتر | البيانات المناخية لـكليرواتر | البيانات المناخية لـكليرواتر | البيانات المناخية لـكليرواتر | البيانات المناخية لـكليرواتر | البيانات المناخية لـكليرواتر | البيانات المناخية لـكليرواتر | البيانات المناخية لـكليرواتر | البيانات المناخية لـكليرواتر | البيانات المناخية لـكليرواتر | البيانات المناخية لـكليرواتر |
| الشهر                             | يناير                        | فبراير                       | مارس                         | أبريل                        | مايو                         | يونيو                        | يوليو                        | أغسطس                        | سبتمبر                       | أكتوبر                       | نوفمبر                       | ديسمبر                       | المعدل السنوي                |
| --------------------------------- | ---------------------------- | ---------------------------- | ---------------------------- | ---------------------------- | ---------------------------- | ---------------------------- | ---------------------------- | ---------------------------- | ---------------------------- | ---------------------------- | ---------------------------- | ---------------------------- | ---------------------------- |
| الدرجة القصوى °ف (°م)             | 86 (30)                      | 87 (31)                      | 89 (32)                      | 92 (33)                      | 97 (36)                      | 97 (36)                      | 96 (36)                      | 96 (36)                      | 95 (35)                      | 94 (34)                      | 89 (32)                      | 87 (31)                      | 97 (36)                      |
| متوسط درجة الحرارة الكبرى °ف (°م) | 71.4 (21.9)                  | 71.4 (21.9)                  | 76.1 (24.5)                  | 81.2 (27.3)                  | 86.2 (30.1)                  | 89.1 (31.7)                  | 89.9 (32.2)                  | 90 (32)                      | 88.5 (31.4)                  | 83.6 (28.7)                  | 76.4 (24.7)                  | 71.9 (22.2)                  | 81.3 (27.4)                  |
| المتوسط اليومي °ف (°م)            | 62.3 (16.8)                  | 62.3 (16.8)                  | 66.9 (19.4)                  | 71.9 (22.2)                  | 77.2 (25.1)                  | 80.9 (27.2)                  | 82.1 (27.8)                  | 82.1 (27.8)                  | 80.7 (27.1)                  | 75.1 (23.9)                  | 67.2 (19.6)                  | 62.8 (17.1)                  | 72.6 (22.6)                  |
| متوسط درجة الحرارة الصغرى °ف (°م) | 52.9 (11.6)                  | 53.2 (11.8)                  | 57.8 (14.3)                  | 62.7 (17.1)                  | 68.2 (20.1)                  | 72.6 (22.6)                  | 74.2 (23.4)                  | 74.2 (23.4)                  | 72.9 (22.7)                  | 66.5 (19.2)                  | 58.1 (14.5)                  | 53.7 (12.1)                  | 63.9 (17.7)                  |
| أدنى درجة حرارة °ف (°م)           | 24 (−4)                      | 27 (−3)                      | 29 (−2)                      | 41 (5)                       | 53 (12)                      | 60 (16)                      | 62 (17)                      | 65 (18)                      | 61 (16)                      | 45 (7)                       | 27 (−3)                      | 19 (−7)                      | 19 (−7)                      |
| الهطول إنش (سم)                   | 2 (5.1)                      | 3.5 (8.9)                    | 3.5 (8.9)                    | 2 (5.1)                      | 2.1 (5.3)                    | 6.2 (16)                     | 9.5 (24)                     | 9.5 (24)                     | 7.2 (18)                     | 2.8 (7.1)                    | 1.8 (4.6)                    | 2.5 (6.4)                    | 52.6 (134)                   |
| المصدر: Weatherbase               |                              |                              |                              |                              |                              |                              |                              |                              |                              |                              |                              |                              |                              |

## توأمة
لكليرواتر اتفاقيات توأمة مع كل من:
- ناغانو
- كالاماريا
- Wyong, New South Wales [الإنجليزية]‏
- كالوغا

## أعلام
- أوكارو وايت
- هارون غيليسبي
- هيلين فيرغسون
- سارا بلاكلي
- آرثر وين
- ريكي كارمايكل
- باول روسو
- كيث ثورمان
- أولغا بيتروفا
- كلارك ميلس